# Бузинов, Станислав Николаевич
Станислав Николаевич Бузинов (5 марта 1931, село Ново-Александровка, Калужская область — 31 декабря 2012, Москва) — советский и российский учёный, специалист подземной гидродинамики, газогидродинамических исследований скважин и пластов, разработки газоконденсатных месторождений, подземного хранения газа.

## Вехи биографии
С. Н. Бузинов рассказывал, как получил страсть к горному делу: в среднюю школу из его деревни надо было шагать 13 км. И по дороге был пункт, где буровая бригада геологов занималась исследованием подмосковного угольного бассейна. Мальчика очень заинтересовала их работа—поиски чего-то неизведанного под землей.
Поэтому в 1950 г. он поступил в РГУНГ (тогда Московский нефтяной институт) им. акад. И. М. Губкина и выбрал горные науки. И. А. Чарный увлек его своими идеями: профессор был родоначальником подземной гидродинамики и сформулировал многие закономерности движения жидкостей и газов.
В 1955 г. Станислав Бузинов окончил институт, получив специальность горного инженера по эксплуатации газовых скважин. В том же году поступил в аспирантуру этого института. Под руководством проф. И. А. Чарного подготовил и защитил кандидатскую диссертацию: «Теоретические и экспериментальные исследования движения двухфазной системы жидкостей в пористой среде» (1958). Докторская диссертация: «Принципы проектирования разработки и эксплуатации крупных газовых месторождений» (1981) была подготовлена по материалам научных исследований и практических работ по созданию подземных хранилищ газа (ПХГ) в СССР.
Профессор, акад. РАЕН (1996). С именем Бузинова связано создание научных основ создания подземных хранилищ газа (ПХГ).

## Научная деятельность
- Старшекурсником Московского нефтяного института им. И. М. Губкина в начале 50-х гг. XX в. С. Н. Бузинов публикует в научном журнале первую статью об исследовании скважин.
- С 1957 работает в ООО «Газпром ВНИИГАЗ» (ранее ВНИИГАЗ), сначала младшим научным сотрудником, потом старшим научным сотрудником (1960), начальником отдела транспорта и хранения газа, начальником отдела разработки газовых месторождений и обустройства промыслов и подземных хранилищ газа, директором отделения Подземного хранения газа (с 1994 г.).
- Разрабатывает и создаёт научные основы перспективного и долгосрочного прогнозирования развития сети ПХГ на территории РФ и в странах бывшего СССР, теоретические основы сооружения ПХГ в водоносных пластах и истощённых нефтяных и газовых месторождениях, участвовал в создании многих объектов ПХГ (Калужское, Щелковское, Касимовское, Северо-Ставропольское, Кущевское, Инчукалнсское[2] и др.);
- Занимается научно-практическим обоснованием разработки значительного числа крупных газовых месторождений (Вуктыльское, Оренбургское, Медвежье, Уренгойское, Бованенковское и др.); разработкой принципов оптимизации режимов эксплуатации скважин в условиях, осложнённых скоплениями жидкости; созданием проектов по освоению ряда зарубежных месторождений и ПХГ.

## Кредо[2]
С. Н. Бузинов гордился созданной в СССР единой системой газоснабжения, которая функционирует и после распада Союза. Строились большие хранилища, которые эффективнее, дешевле в эксплуатации и не имеют аналогов в мире. Когда было создано гигантское Касимовское хранилище, французы не верили, что оно в 2—3 раза больше, чем их «Шимери». Притом советские учёные и инженеры запустили намного быстрее французов… 
«Сейчас голод на подземное хранение и на газ утолен. Я часто рассказываю, как во времена своей юности ехал в замёрзшем трамвае по Москве и женщины говорили друг другу, как холодно у них в квартирах и газ еле идет, невозможно еду разогреть с утра. А сейчас зимой в Москве все форточки нараспашку…» С. Н. Бузинов
Бузинов был приверженцем сбалансированного развития газотранспортной системы, в которой ПХГ выполняют роль регулирования поставок при росте потребности. Он выступал за развитие Невского хранилища возле Санкт-Петербурга, так как считал, что снабжение мегаполиса за счёт «Северного потока» — это неправильно. «Надо делать хранилища, чтобы газопровод работал, как часы — постоянно давал одно и то же количество газа», — указывал учёный. Но и стремиться удовлетворять все потребности в газе только из хранилища тоже не надо. Если возникает резкий пик, на несколько дней, можно переходить на другие виды топлива — тот же уголь. Развитие хранилищ требует больших затрат, да и подключение к газопроводам тоже.
Сценарии расширения газотранспортных объектов Бузинов строил на математических моделях, которые позволяют сделать безошибочный расчет по давлению, пропускной способности с погрешностью не более 5 %.
Профессор Бузинов считал, что в Советском Союзе очень хорошо была поставлена наука, а в газовой отрасли были ученые с мировым именем — профессор Чарный, академик Крылов, Щелкачев, Мирзанжа-заде. За рубежом были Маскетт, Кац, но наиболее сильная школа была в СССР. Было отставание по автоматизации, однако в XXI веке все инструменты в руках учёных. «Единственное отставание, которое у нас сохраняется, — в отношении рекламы. Западники умеют это делать лучше. Не умеем мы так себя подать, чтобы за каждый чих потребовать оплаты».

## Ученики
- Тер-Саркисов, Рудольф Михайлович — доктор наук, профессор. Лауреат премии Правительства РФ в области науки и техники (2002). Заслуженный работник нефтяной и газовой промышленности РФ, заслуженный деятель науки РФ (1998г).
- Перепеличенко Василий Фёдорович — доктор наук, профессор.
- Хан Сергей Александрович — Почётный работник газовой промышленности (2005г), Лауреат премии Правительства РФ в области науки и техники (2013)
- Олексюк Владимир Иванович
- Ахмедов Байрам
- Николаев Олег Валерьевич
- Щербицкис Ивар, руководитель Инчукалнсского ПХГ (Латвия)[2]
- Всего подготовил 27 кандидатов наук.

## Награды и премии
- Лауреат Государственной премии СССР за разработку Оренбургского ГКМ (1981)
- Награждён орденом Трудового Красного Знамени (1971)
- Лауреат премии Правительства Российской Федерации в области науки и техники (1998; совм. с др.) — за создание Касимовского подземного хранилища газа для обеспечения надёжности газоснабжения европейской части Российской Федерации[3]
- Награждён медалью ордена «За заслуги перед Отечеством» II степени (2003)
- Награждён медалью «За вклад в развитие газового дела в России» решением Наблюдательного совета НП «Российское газовое Общество» (протокол № 4 от 07.10.2011)

## Научные труды
- О восстановлении давления в несовершенных скважинах с песчаной пробкой. Сб. Вопросы бурения скважин и добычи нефти. МНИ им.акад. Губкина И. М.,М.1956 г., вып.16 -с.96-112.
- Исследование нефтяных и газовых скважин и пластов. М., 1984;
- Применение одномерной радиальной и двумерной профильной моделей двухфазной фильтрации газа и воды для решения задач разработки газовых месторождений и эксплуатации ПХГ. М., 1997;
- Правила создания и эксплуатации подземных хранилищ газа в пористых пластах (ПБ 08-621-03). Серия 08. Вып. 11. М., 2003;
- Эффективность подземного хранения газа в системе газоснабжения страны: Обзорная информация. М., 1990.
- Бузинов С. Н.Подземное хранение газа. Полвека в России: опыт и перспективы. CD-ROM Издательство: М.: ВНИИГАЗ 2008 г ISBN 5-89754-049-7
- С. Н. Бузинов — эпоха в науке и практике газового дела. -М.:Газпром ВНИИГАЗ, 2014.-390 с. ISBN 978-5-89754-064-8
- Всего научных трудов и изобретений больше 200